# 通用語言運行庫

通用語言執行平臺

通用語言執行平台（Common Language Runtime，簡稱CLR）是微軟為他們的.NET的虛擬機器所選用的名稱。它是微軟對通用语言架构（CLI）的實作版本，它定義了一個程式碼執行的環境。CLR執行一種稱為通用中间语言的字节码，這個是微軟的通用中间语言實作版本。
CLR執行在微軟的視窗作業系統上。檢視通用语言架构可以找到該規格的實作版本列表。其中有一些版本是執行在非Windows的作業系統中。

## 主要功能
CLR的主要功能如下
1. 基礎類別庫支援 Base Class Library Support
2. 内存管理 Memory Management
3. 线程管理 Thread Management
4. 垃圾回收 Garbage Collection
5. 安全性 Security
6. 类型檢查 Type Checker
7. 异常管理 Exception Manager
8. 除錯管理 Debug Engine
9. 中間碼(MSIL)到機器碼(Native)編譯
10. 類別裝載 Class Loader

開發人員使用高階程式語言撰寫程式。接下來編譯器將程式碼編譯成微軟的中繼語言(MSIL)。執行的時候CLR會將MSIL碼轉換為作業系統的原生碼（Native code）。CLR內建有即時編譯）編譯器。

## 外部連結
- C# Online.NET / Common Language Runtime （页面存档备份，存于）